# Feeding the Family
"Feeding the Family" es una canción de la banda australiana de indie rock Spacey Jane, lanzada el 29 de septiembre de 2017 como segundo sencillo de su EP debut, No Way to Treat an Animal. Logró el estatus de doble platino en Australia en 2024 por vender más de 140.000 unidades. A la canción a menudo se le atribuye el aumento de popularidad de la banda y muchas publicaciones la han descrito como su gran éxito.

## Composición y lanzamiento
Con respecto a la composición de la canción, el líder Caleb Harper afirmó que él y el baterista Kieran Lama habían "estado sentados en la progresión por un tiempo". El riff de apertura del guitarrista principal Ashton Hardman-Le Cornu se "materializó en el acto", y Harper reveló: "Recuerdo haber quedado tan impresionado por cómo Ashton escribió eso, casi simultáneamente".
La canción fue lanzada el 29 de septiembre de 2017, se estrenó en Mojo's Bar en Fremantle, como el segundo sencillo del EP debut de la banda, No Way to Treat an Animal (2017). Su portada estuvo a cargo de la artista visual Alice Ford.
En 2024, "Feeding the Family" obtuvo la certificación doble platino de la Asociación Australiana de la Industria Discográfica (ARIA) por vender más de 70.000 unidades. En enero de 2024, la pista tiene más de 45 millones de reproducciones en Spotify.